# Mud (band)
Mud is een Britse glamrockband uit de jaren zeventig en tachtig.

## Geschiedenis
De band had in 1974 commercieel succes in de Europese hitparades en scoorde in dat jaar drie nummer 1-hits in de twee hitlijsten van Nederland: Dyna-mite, Tiger feet en Lonely this Christmas. In de Nationale Hitparade stonden The cat crept in (in 1974) en L'L'Lucy (in 1975) ook op nummer één.
Vanwege een ruzie met platenbaas Mickie Most en met het schrijversduo Nicky Chinn en Mike Chapman begon Mud in 1975 zelfgeschreven nummers op te nemen, waaronder de hit L'L'Lucy, maar de belangstelling voor de glamrock was toen al tanende. De hits droogden langzaam op, ondanks pogingen van de band om met hun tijd mee te gaan en disco-invloeden in hun muziek te stoppen. Eind jaren zeventig viel de originele bezetting van Mud uiteen.
In de jaren tachtig blies zanger Les Gray Mud nieuw leven in met een verjongde bezetting. Hij was vooral in Nederland, Duitsland, België en het Verenigd Koninkrijk een graag geziene gast op gouwe ouwe-festivals. Ook verzorgde hij geregeld televisieoptredens. Door keelkanker en een daarop volgende hartaanval overleed hij op 21 februari 2004 in een Portugees ziekenhuis.
Bassist Ray Stiles maakte vanaf de jaren tachtig deel uit van The Hollies en gitarist Rob Davis is vanaf die tijd actief als danceproducer. Hij schreef onder andere Can't Get You Out of My Head voor Kylie Minogue. Drummer Dave Mount heeft zich uit de muziekwereld teruggetrokken. Hij ondernam een zelfmoordpoging en stierf in het ziekenhuis op 2 december 2006.

## Discografie

### Albums
| Album met eventuele hitnotering(en) in de Nederlandse Album Top 100 | Datum van verschijnen | Datum van binnenkomst | Hoogste positie | Aantal weken | Opmerkingen   |
| ------------------------------------------------------------------- | --------------------- | --------------------- | --------------- | ------------ | ------------- |
| Mudrock                                                             | 1974                  | 28-09-1974            | 4               | 19           |               |
| Mudrock 2                                                           | 1975                  | 28-06-1975            | 7               | 11           | Livealbum     |
| Greatest hits                                                       | 1975                  | 01-11-1975            | 15              | 9            | Verzamelalbum |
| Use your imagination                                                | 1975                  | 22-11-1975            | 27              | 4            |               |
| It's better than working                                            | (nov.) 1976           |                       |                 |              |               |
| Mud Rock On                                                         | 1978                  |                       |                 |              |               |
| Mud is back! - The best of Mud                                      | 1993                  | 10-07-1993            | 52              | 7            |               |

### Singles
| Single met eventuele hitnotering(en) in de Nederlandse Top 40 | Datum van verschijnen | Datum van binnenkomst | Hoogste positie | Aantal weken | Opmerkingen                              |
| ------------------------------------------------------------- | --------------------- | --------------------- | --------------- | ------------ | ---------------------------------------- |
| Dyna-mite                                                     | 1974                  | 02-02-1974            | 1(5wk)          | 16           | Nr. 1 in de Single Top 100               |
| Tiger feet                                                    | 1974                  | 09-03-1974            | 1(3wk)          | 15           | Nr. 1 in de Single Top 100 / Alarmschijf |
| The cat crept in                                              | 1974                  | 11-05-1974            | 2               | 11           | Nr. 1 in de Single Top 100               |
| Rocket                                                        | 1974                  | 03-08-1974            | 2               | 9            | Nr. 3 in de Single Top 100               |
| Lonely this Christmas                                         | 1974                  | 30-11-1974            | 1(2wk)          | 9            | Nr. 1 in de Single Top 100               |
| The secrets that you keep                                     | 1975                  | 22-02-1975            | 5               | 8            | Nr. 4 in de Single Top 100               |
| Oh boy                                                        | 1975                  | 26-04-1975            | 5               | 10           | Nr. 6 in de Single Top 100               |
| Moonshine Sally                                               | 1975                  | 28-06-1975            | 6               | 6            | Nr. 8 in de Single Top 100               |
| One night                                                     | 1975                  | 23-08-1975            | 31              | 3            | Nr. 27 in de Single Top 100              |
| L'L'Lucy                                                      | 1975                  | 04-11-1975            | 2               | 10           | Nr. 1 in de Single Top 100               |
| Show me you're a woman                                        | 1975                  | 13-12-1975            | 25              | 5            | Nr. 26 in de Single Top 100              |
| Shake it down                                                 | 1976                  | 22-05-1976            | 11              | 6            | Nr. 12 in de Single Top 100              |
| Nite on the tiles                                             | 1976                  | 09-10-1976            | 22              | 5            | Nr. 28 in de Single Top 100              |
| Lean on Me                                                    | 1976                  | 01-01-1977            | tip23           | -            | Nr.7 in de NationaleTip 30               |
| Slow talking boy                                              | 1977                  | 07-05-1977            | -               | -            | Nr.22 in de Nationale Tip 30             |

| Single met hitnotering(en) in de Vlaamse Ultratop 50 | Datum van verschijnen | Datum van binnenkomst | Hoogste positie | Aantal weken | Opmerkingen |
| ---------------------------------------------------- | --------------------- | --------------------- | --------------- | ------------ | ----------- |
| Dyna-mite                                            | 1974                  | 16-02-1974            | 2               | 13           |             |
| Tiger feet                                           | 1974                  | 16-03-1974            | 1(4wk)          | 14           |             |
| The cat crept in                                     | 1974                  | 04-05-1974            | 3               | 13           |             |
| Rocket                                               | 1974                  | 27-04-1974            | 3               | 13           |             |
| Lonely this Christmas                                | 1974                  | 30-11-1974            | 1(4wk)          | 12           |             |
| The secrets that you keep                            | 1975                  | 22-02-1975            | 3               | 9            |             |
| Oh boy                                               | 1975                  | 26-04-1975            | 3               | 11           |             |
| Moonshine Sally                                      | 1975                  | 05-07-1975            | 4               | 8            |             |
| One night                                            | 1975                  | 16-08-1975            | 7               | 8            |             |
| L'L'Lucy                                             | 1975                  | 04-10-1975            | 1(2wk)          | 12           |             |
| Show me you're a woman                               | 1975                  | 13-12-1975            | 16              | 7            |             |
| Shake it down                                        | 1976                  | 08-05-1976            | 13              | 7            |             |
| Nit on the tiles                                     | 1976                  | 23-10-1976            | 30              | 1            |             |

### NPO Radio 2 Top 2000
| Nummers met noteringen in de NPO Radio 2 Top 2000 | '99 | '00  | '01  | '02 | '03  | '04  | '05  | '06  | '07  | '08  | '09  | '10  | '11  | '12  | '13  | '14  | '15  | '16  | '17  | '18  | '19  | '20  | '21  | '22  | '23  |
| ------------------------------------------------- | --- | ---- | ---- | --- | ---- | ---- | ---- | ---- | ---- | ---- | ---- | ---- | ---- | ---- | ---- | ---- | ---- | ---- | ---- | ---- | ---- | ---- | ---- | ---- | ---- |
| Dyna-mite                                         | 799 | 825  | 695  | 671 | 633  | 758  | 796  | 669  | 839  | 712  | 1132 | 1140 | 1351 | 1459 | 1385 | 1525 | 1591 | 1551 | 1487 | 1482 | 1284 | 1329 | 1414 | 1725 | 1895 |
| Lonely this Christmas                             | -   | -    | -    | -   | 1371 | 1128 | 1303 | 1153 | 1449 | 1360 | 1633 | 1666 | -    | -    | -    | -    | -    | -    | -    | -    | -    | -    | -    | -    | -    |
| Tiger feet                                        | -   | 1012 | 1628 | 855 | 1121 | 1281 | 1326 | 1155 | 1611 | 1277 | 1606 | 1584 | -    | 1903 | 1990 | -    | -    | -    | -    | -    | -    | -    | -    | -    | -    |

1. ↑  Een '-' betekent dat het nummer niet was genoteerd en een vetgedrukt getal geeft de hoogste notering van een nummer aan.
2. ↑  Deze tabel is bijgewerkt tot en met de laatste editie (2024).